# Paul Merault
Paul Merault, né en 1961, est un écrivain et officier de police français, auteur de roman policier.

## Biographie
Paul Merault est commandant divisionnaire à Toulouse. En 2018, il publie son premier roman, Le Cercle des impunis grâce auquel il est lauréat du prix du Quai des Orfèvres 2019.

## Œuvre

### Roman
- Le Cercle des impunis, Fayard (2018)

## Prix

### Prix
- Prix du Quai des Orfèvres 2019 pour Le Cercle des impunis[1],[2],[3],[4],[5]